# Marc Kayser

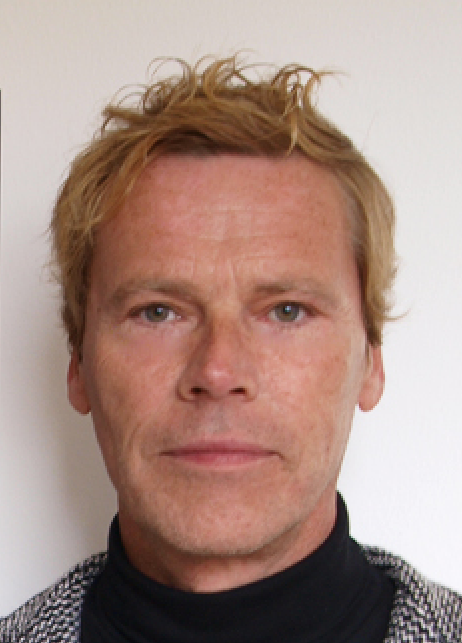
Marc Kayser 2018

Marc-Uwe Kayser (* 27. Mai 1961 in Potsdam) ist ein deutscher Journalist und Schriftsteller.

## Leben
Marc Kayser entstammt einer Arztfamilie. Nach seinem Schulabschluss erlernte er von 1977 bis 1979 in Rostock den Beruf eines Matrosen der Handelsmarine. 1980 bis 1981 leistete er seinen Wehrdienst bei der NVA in Schwerin ab. Anschließend holte er 1981 bis 1983 das Abitur im Zweiten Bildungsweg nach. Er arbeitete als Packer im Hinstorff Verlag und schrieb Kulturkritiken für die Norddeutschen Neuesten Nachrichten. Aufgrund der Nähe der Familie zu DDR-Regimekritikern und daraus resultierender negativer Erfahrungen mit dem Ministerium für Staatssicherheit verließ Marc Kayser nach mehreren erfolglosen Ausreiseversuchen im Juni 1989 die DDR.
Er volontierte bei der Süddeutschen Zeitung, studierte an der Hochschule für Politik München, arbeitete als Redaktionsleiter von Boulevard Bio und war Chef vom Dienst bei Sabine Christiansen. Bevor er Buchautor wurde, schrieb er unter anderem für Die Zeit, die Financial Times Deutschland, Die Weltwoche in Zürich und Elsevier in Amsterdam.
Marc Kayser lebt und arbeitet vorwiegend in Berlin. Parallel zu seiner Arbeit als Schriftsteller und Interviewer schreibt Kayser journalistische Artikel, arbeitet als PR-Berater und entwickelt Formate und Filmstoffe für Buchverlage und Filmproduktionen. Dazu hält er Vorlesungen und gibt Kurse und Seminare für kreatives Schreiben an Instituten und Universitäten.
Im April 2013 gewann Marc Kayser den mit 5000 Euro dotierten Literaturpreis eines Stadtschreibers. Das Stipendiat wird vom Kurt-Tucholsky-Literaturmuseum der Stadt Rheinsberg (Mark) ausgelobt. Von Oktober 2013 bis März 2016 arbeitete er als freier Autor und Redaktionsberater für Hubert Burda Media.
Marc Kayser hat einen Sohn und lebt am Berliner Wannsee.

## Werke
Marc Kayser arbeitet sowohl in den Genres politischer Thriller und Kriminalliteratur, als auch politischer Reportagen und Interviews. Bisher sind zwei Romane im Wilhelm Heyne Verlag erschienen. TRIAS im Jahre 2008 und HEXAGON im Jahre 2009. Außerdem ist er Mitautor des Sachbuches „Ich habe einen Traum“, das bei Kiepenheuer und Witsch 2002 erschienen ist. 2015 erschien ein als „Roadtrip“ angelegtes Buch: „Große Freiheit Ost – Auf der B 96 durch ein wildes Stück Deutschland“ im Verlag Bild und Heimat. Im Februar 2016 erschien Kaysers dritter Roman „Schwarzer Falter“ im Hinstorff-Verlag, 2017 die Erzählung „Ein Wochenende mit Tucholsky“ und das politische Sachbuch „Russland begreifen“. In weiterer Folge erschienen die Kriminalromane „Die Rache des Petermännchens“ und „Der Schatten aus dem Ramper Moor“.

## Inhalt
Rohstoffkriege, eine kaum mögliche Liebe und Killer, die das Leben in ganzen Landstrichen auslöschen wollen: In Marc Kaysers Romanen TRIAS und HEXAGON beginnt alles mit einem Geheimvertrag, durch den sich Deutschland, Russland und die USA die Kontrolle über die weltweit wichtigsten Rohstoffvorräte sichern. Die Gegner dieser übermächtigen Trias – allen voran China, Venezuela und einige islamische Staaten – nehmen den Kampf auf und wollen mit Terrorattacken Politiker, Wasserversorger und Finanzmärkte manipulieren. Ihnen entgegen steht Markus Croy, Liebhaber einer Berliner Journalistin und Agent mit DDR-Kindheit bei der Spezialabteilung T3 des Bundeskriminalamt (BKA). Beide Thriller beruhen nach eigenen Angaben auf ausgiebigen Recherchen. Demnach traf sich Kayser in den vergangenen Jahren immer wieder mit ehemaligen Geheimdienstlern von Stasi, CIA und KGB sowie mit Terrorexperten aus dem Bundestag und dem BKA. Für den Roman „Trias“ hat die Bavaria Film die Filmrechte erworben und Kayser mit dem Drehbuch beauftragt.
In seinem Road-Book „Große Freiheit Ost“ begegnet Kayser Land und Menschen an der Süd-Nord Tangente B96, schreibt von Abenteuern, Lebenslust und verrückten Einzelschicksalen.
In seinen Kriminalromanen sind die Figuren laut Hinstorff-Verlag „gequälte Geister, die nicht aus Lust oder Berechnung töten, sondern aus inneren Kämpfen und Zwängen heraus“. So wird in „Schwarzer Falter“ ein transsexueller Mensch zum Mörder, in „Die Rache des Petermännchens“ hat ein von ehemaligen Mitschülern geschundener Mensch seine Peiniger im Visier.
Der Märkischen Allgemeine Zeitung sagte Kayser in einem Interview, dass er schon als Rheinsberger Stadtschreiber 2013 die Geschichte Kurt Tucholskys Rheinsberg: Ein Bilderbuch für Verliebte (erschienen 1912) faszinierend gefunden und darüber nachgedacht habe, sie in die Jetztzeit zu verlegen. Die Geschichte von Tucholskys Claire und Wolfgang findet ihre Entsprechung in Kaysers Linn und Gilbert, die – anders als bei Tucholsky – auf der Suche nach ihrer verlorenen Liebe sind und am Ende ihres Wochenendes eine dramatische Entscheidung treffen werden. Die Buchpremiere fand am 30. März 2017 im Tucholsky-Literaturmuseum Rheinsberg statt.
Mit dem ehemaligen langjährigen Gesandten der UdSSR in Ostberlin, dem Gorbatschow-Vertrauten Igor Maximytschew, schrieb Marc Kayser 2017 in Moskau und Berlin das Buch „Russland begreifen - Wie Moskau über Deutschland wirklich denkt und woher neues Vertrauen kommen kann“.

## Romane
- Trias. Wilhelm Heyne Verlag, München 2008, ISBN 978-3-453-43294-9
- Hexagon. Wilhelm Heyne Verlag, München 2009, ISBN 978-3-453-43303-8
- Schwarzer Falter. Tatort: Weststrand, Ostseekrimi. Hinstorff Verlag, Rostock 2016, ISBN 978-3356020120
- Ein Wochenende mit Tucholsky – Liebeserklärung an Rheinsberg. Eine Erzählung. Verlag Bild und Heimat, Berlin 2017, ISBN 978-3959580779
- Die Rache des Petermännchens – Ein Schwerin-Krimi. Verlag Bild und Heimat, Berlin 2017, ISBN 978-3959580878
- Der Schatten aus dem Ramper Moor – Ein Schwerin-Krimi. Verlag Bild und Heimat, Berlin 2019, ISBN 978-3959582018
- Das Phantom vom Pfaffenteich – Ein Schwerin-Krimi. Verlag Bild und Heimat, Berlin 2020, ISBN 978-3959582452

## Sachbuch
- Ich habe einen Traum. Kiepenheuer und Witsch, Köln 2002, ISBN 978-3-462-03144-7
- Große Freiheit Ost: Auf der B96 durch ein wildes Stück Deutschland, Bild und Heimat Verlag, Berlin 2016, ISBN 978-3959580007
- Russland begreifen – Wie Moskau über Deutschland wirklich denkt und woher neues Vertrauen kommen kann, edition berolina, Berlin 2017, ISBN 3-95841-086-3

## Auszeichnungen
- Italienischer Umwelt-Journalistenpreis 2002 für seine Reportage „Fasziniert vom Feuer“, erschienen in Die Zeit
- Lead-Award für die Zeitschrift Qvest „Bestes Magazin des Jahres 2003“
- Literaturpreis eines Stadtschreibers, Kurt-Tucholsky-Museum, Rheinsberg 2013